# Lover of Life, Singer of Songs
A Lover of Life, Singer of Songs Freddie Mercury legutolsó válogatásalbuma, melyet az énekes 60. születésnapja alkalmából adtak ki 2006. szeptember 4-én.

## Az album dalai
Első lemez:
1. In My Defence [2000 Remix]
2. The Great Pretender [Original 1987 Single Version]
3. Living On My Own [1993 Radio Mix]
4. Made in Heaven
5. Love Kills [Eredeti 1984-es kislemez verzió]
6. There Must Be More to Life Than This
7. Guide Me Home
8. How Can I Go On
9. Foolin' Around [Steve Brown Remix]
10. Time
11. Barcelona
12. Love Me Like There's No Tomorrow
13. I Was Born to Love You
14. The Golden Boy
15. Mr. Bad Guy
16. The Great Pretender [Malouf Remix]
17. Love Kills [Star Rider Remix]
18. I Can Hear Music [Larry Lurex, 1973-as kislemez]
19. Goin' Back [Larry Lurex, 1973 B-oldal]
20. Guide Me Home [zongora verzió, Thierry Lang]

Második lemez:
1. Love Kills [Sunshine People Radio Mix]
2. Made in Heaven [Extended Version]
3. Living on My Own [The Egg Remix]
4. Love Kills [Rank 1 Remix]
5. Mr Bad Guy [Bad Circulation Version]
6. I Was Born to Love You [George Demure Almost Vocal Mix]
7. My Love Is Dangerous [Extended Version]
8. Love Making Love [Demo Version]
9. Love Kills [Pixel82 Remix]
10. I Was Born to Love You [Extended Version]
11. Foolin' Around [Early Version]
12. Living on My Own [No More Brothers Extended Mix]
13. Love Kills [More Order Rework]
14. Your Kind of Lover [Vocal & Piano Version]
15. Let's Turn It On [A Capella]

## Helyezések
| Ország        | Helyezés | Díjazás |
| ------------- | -------- | ------- |
| Anglia        | #6       | arany   |
| Olaszország   | #1       |         |
| Németország   | #13      |         |
| Franciaország | #14      |         |